# NGC 7538
NGC 7538 è una nebulosa a emissione piccola ma appariscente, visibile nella costellazione di Cefeo; si trova sul Braccio di Perseo ed è direttamente connessa con la grande associazione OB Cassiopeia OB2.
Al suo interno sono presenti fenomeni di formazione stellare a diversi stadi, da quelli più avanzati, disposti principalmente nel settore nordoccidentale della nube, fino a quelli più recenti, situati a sudest; ciò suggerisce che la formazione stellare è proceduta a ondate a partire dalle regioni nordoccidentali.

## Osservazione

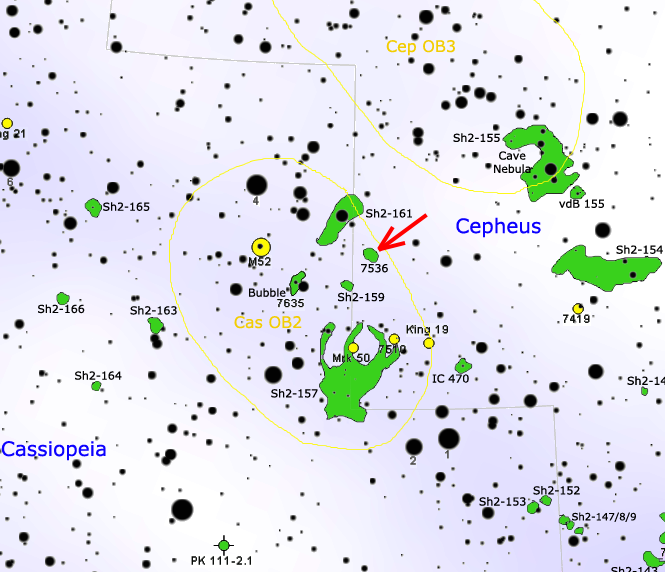
Mappa della regione di Cas OB2, con in evidenza NGC 7538.

La nebulosa si trova nella parte più occidentale della costellazione, vicino al confine con Cassiopea; la regione in cui si trova può essere individuata poco a nord del centro della linea congiungente le stelle Caph (β Cassiopeiae) e ζ Persei, rispettivamente di magnitudine 2,27 e 3,39, circa 1° ad ovest dell'ammasso aperto M52. Può essere osservata anche otticamente con un telescopio amatoriale di potenza medio-alta e diventa ben visibile nelle fotografie a lunga posa, in cui si mostra come una nebulosità dalla forma ovoidale leggermente allungata in senso est-ovest. Lo sfondo è molto ricco di campi stellari e di nebulose, mentre in direzione SSW si trova l'ammasso aperto NGC 7510, ben osservabile anche con un binocolo.
Cefeo e Cassiopea sono due costellazioni tipiche dei cieli autunnali boreali; la regione celeste in cui si trova il sistema nebuloso raggiunge la massima altezza sull'orizzonte nel cielo serale nei mesi compresi fra ottobre e dicembre. La declinazione fortemente settentrionale fa sì che sia facilmente osservabile solo dalle regioni dell'emisfero boreale, dove per altro si presenta circumpolare da gran parte delle sue latitudini; dall'emisfero australe la sua visibilità è limitata alle sole latitudini tropicali e subtropicali ed è visibile sempre piuttosto bassa sull'orizzonte nord.

## Caratteristiche

Sh2-161, la nube in cui appaiono sovrapposte le nebulose NGC 7538 e Sh2-159. L'ammasso aperto visibile a sinistra è M52.

NGC 7538 è una delle regioni di intensa formazione stellare più facili da osservare, grazie al fatto che non appare oscurato da polveri e nubi oscure; data la sua distanza di 2800 parsec (circa 9100 anni luce) viene a trovarsi sul Braccio di Perseo, in corrispondenza della brillante associazione OB Cas OB2, assieme ad altre nebulose come Sh2-157 e Sh2-161, e si mostra come una regione H II estesa per alcuni primi d'arco. La principale fonte della ionizzazione dei gas della nube è la stella NGC 7538 IRS6, una stella blu di sequenza principale di classe spettrale O7V.
La prova che i fenomeni di formazione stellare sono in atto è data dalla individuazione di 11 sorgenti di radiazione infrarossa corrispondenti ad altrettante stelle giovani di grande massa, catalogate per questa nube da IRS1 a IRS11, tre delle quali, IRS1, IRS2 e IRS3, sono situate all'interno di un piccolo ammasso di stelle di classe spettrale O e B, posizionato sul bordo sudorientale della nebulosa. IRS1 è la più luminosa e si trova al centro di una piccola regione H II ultracompatta delle dimensioni di 0,1", pari a 180 UA; la fonte della radiazione è una stella blu di classe O7, con una luminosità pari a 104L☉. Dall'oggetto emerge una struttura a getto orientata in senso nord-sud, osservata anche in IRS1, dove è presente una struttura bipolare, connessa ad una seconda struttura a forma di anello. Nelle vicinanze di IRS1 sono stati scoperti un gran numero di maser a OH, ad acqua, a formaldeide, ad ammoniaca e a metanolo.
Nel settore dell'ammasso in cui sono contenute le prime tre sorgenti è presente una struttura a bow shock orientata in senso nordovest-sudest, individuata tramite osservazione condotte nella banda del vicino infrarosso; questa struttura è stata generata dal vento stellare e dal moto di IRS2 attraverso la nube molecolare circostante. La teoria si basa sul fatto che il gas ionizzato che circonda la sorgente ha una morfologia cometaria, che si adatta ai modelli di bow shock generati dal vento stellare.
NGC 7538 si trova immersa, assieme alla vicina Sh2-159, nella tenue nebulosità diffusa della nube gigante catalogata come Sh2-261B, che fa parte della nube Sh2-261, il cui centro si trova in direzione nordest; la nebulosa è associata alla grande associazione OB Cas OB2, che conta cinque stelle massicce di classe O e alcune di classe B.

### Pubblicazioni specifiche
- (EN) Mária Kun, Star Forming Regions in Cassiopeia (PDF), vol. 1, Handbook of Star Forming Regions, Volume I: The Northern Sky ASP Monograph Publications, Bo Reipurth, dicembre 2008,  p. 24, ISBN 978-1-58381-670-7.

### Carte celesti
- * (EN) Wil Tirion, Barry Rappaport e George Lovi, Uranometria 2000.0 - Volume I - The Northern Hemisphere to -6°, Richmond, Virginia, USA, Willmann-Bell, inc., 1987, ISBN 0-943396-14-X.
- (EN) Wil Tirion e Roger W. Sinnott, Sky Atlas 2000.0 - Second Edition, Cambridge, USA, Cambridge University Press, 1998, ISBN 0-933346-90-5.